# Елин
Елин (на гръцки: Έλλην), според древногръцката митология е митичен прародител на елините (на гръцки: Έλληνες). Той е син на Девкалион (според други версии – на самия Зевс) и на Пира, брат на Амфиктион и баща на Еол, Ксут (Ксутос) и Дор (Дорос).
Всеки един от синовете му е родоначалник на по един от основните гръцки родове: от Еол произлизат еолийците, от Дор – дорийците, а синовете на Ксут,
— Ахей и Йон
— дават началото на ахейците и йонийците, съответно. Според Хезиод, от връзката на сестрата на Елин, Пандора със Зевс, се ражда Грек (Грекос, Γραικός) който е става епоним на гърците (Graikoi), а от връзката на другата сестра на Елин, Тия, със Зевс, се раждат Македон, родоначалник на македоните и Магн (Магнес) основател и първи цар на Магнезия.
Названието „Елини“ датира от времето на Омир. В Илиада „елини“ е име на племе, населяващо Фтия; наричани са още мирмидонци) и са водени от Ахил.